# Chiesa di San Martino Vescovo (Morsano al Tagliamento)
La chiesa di San Martino Vescovo è la parrocchiale di Morsano al Tagliamento, in provincia di Pordenone e diocesi di Concordia-Pordenone; fa parte della forania di San Vito al Tagliamento.

## Storia
La prima citazione di una chiesa a Morsano, filiale della pieve di Cordovado, risale al XIII secolo. Il sacerdote che officiava in questa chiesa veniva nominato dal capitolo della cattedrale di Concordia. II 12 luglio 1600 la chiesa divenne sede di una curazia indipendente rispetto alla pieve matrice di Cordovado e, nel 1619, divenne parrocchiale.
All'inizio del Settecento la chiesa venne ampliata, ma già poco dopo la metà del secolo si rivelò insufficiente a soddisfare le esigenze della popolazione e, così, nel 1759 si deliberò di farne sorgere al suo posto una più grande. L'attuale parrocchiale venne costruita su progetto di Sebastiano Lotti da Bertiolo tra il 1760 ed il 1763 e consacrata il 20 ottobre 1772 dal vescovo di Concordia Alvise Maria Gabrieli. Il 20 maggio 1923 il diritto del capitolo concordiese di eleggere il parroco fu trasferito al vescovo, al quale spetta tuttora questo compito. Nel 1873 venne rifatto il pavimento e, nel 1988, la chiesa fu restaurata.

## Interno
Opere di pregio conservate all'interno della chiesa sono un dipinto raffigurante la Madonna con Bambino che appare ai Santi Francesco d'Assisi e Rocco Confessore, opera di Jacopo Palma il Giovane ad ascrivibile ad un periodo compreso tra la fine del Cinquecento e l'inizio del Seicento, due quadri del 1770 circa di Agostino Pantaleoni, uno con San Giuseppe assieme alle anime del Purgatorio e l'altro con la Madonna della Cintura assieme ai Santi Valentino e Pietro, l'altar maggiore del 1719, in stile barocco, e il paliotto con un bassorilievo delle Anime Purganti, realizzato nel 1795 da Giovanni Savio.